# УТИ-1
УТИ-1 — учебно-тренировочный истребитель конструкции Б. В. Куприянова, Алексея Боровкова и Ильи Флорова.

## История создания

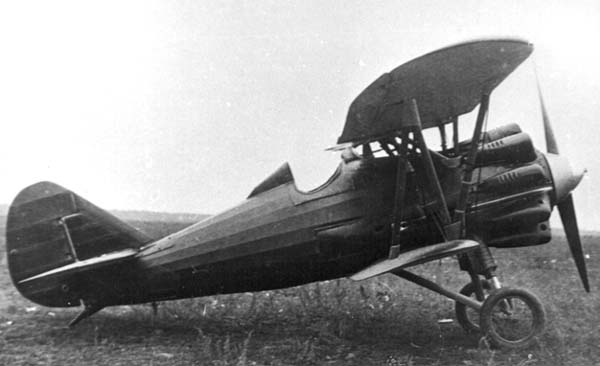
Истребитель И-5, на базе которого был построен УТИ-1.

Истребитель И-5, выпускавшийся авиазаводом № 21, являлся основным истребителем советских ВВС того времени. Для подготовки лётчиков на этот самолёт использовался самолёт Р-5. Возникла необходимость создания на базе И-5 двухместного учебно-тренировочного самолёта. Первоначально для этой цели предполагалось закупать у итальянцев истребитель «Фиат». Но затем создание учебного самолёта было поручено горьковским конструкторам. Разрешение на переделку истребителя было дано начальником ВВС РККА Яковом Алкснисом.
Инициативную группу возглавил Б. В. Куприянов. В её состав вошли также Боровков и Флоров. Самолёт был построен за месяц. 5 августа 1934 года лётчик-испытатель Павлушов совершил на нём первый полёт. Самолёт получил название УТИ-1 и был запущен в серийное производство. Было выпущено порядка двадцати самолётов. Руководство заметило успех творческого коллектива. Следующим заданием для него стала разработка истребителя И-207.